# Notre-Dame-du-Rocher
Notre-Dame-du-Rocher is een plaats en voormalige gemeente in het Franse departement Orne in de regio Normandië en telt 62 inwoners (2009). De plaats maakt deel uit van het arrondissement Argentan.

## Geschiedenis
Op 1 januari 2016 fuseerden de gemeente met Athis-de-l'Orne, Bréel, La Carneille, Ronfeugerai, Ségrie-Fontaine, Taillebois en Les Tourailles tot de commune nouvelle Athis-Val de Rouvre.

## Geografie
De oppervlakte van Notre-Dame-du-Rocher bedraagt 3,5 km², de bevolkingsdichtheid is dus 17,7 inwoners per km².
De onderstaande kaart toont de ligging van Notre-Dame-du-Rocher met de belangrijkste infrastructuur en aangrenzende gemeenten.

## Demografie
Onderstaande figuur toont het verloop van het inwonertal (bron: INSEE-tellingen).
Athis-de-l'Orne · Bréel · La Carneille · Notre-Dame-du-Rocher · Ronfeugerai · Ségrie-Fontaine · Taillebois · Les Tourailles